# کی‌تی‌ام ۶۹۰ دوک
کی‌تی‌ام ۶۹۰ دوک (به انگلیسی: KTM 690 Duke) یک موتورسیکلت تک‌سیلندر ۶۹۳ سی‌سی چهارزمانه در کلاس سوپرموتو با قدرت ۷۳ اسب بخار همراه با گیربکس شش سرعته دستی محصول کمپانی کی‌تی‌ام می‌باشد.

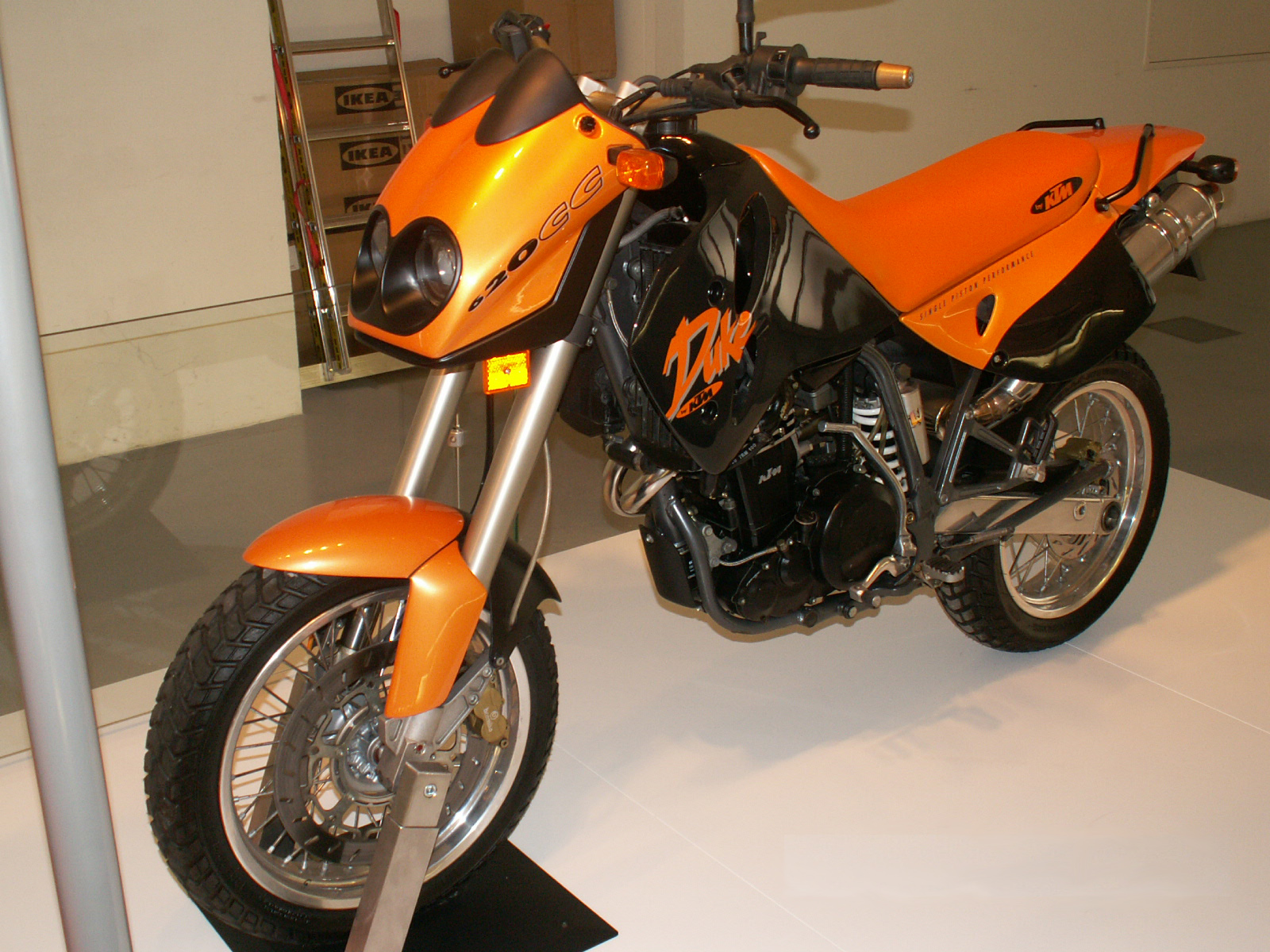
نسل اول کی‌تی‌ام دوک ۶۲۰

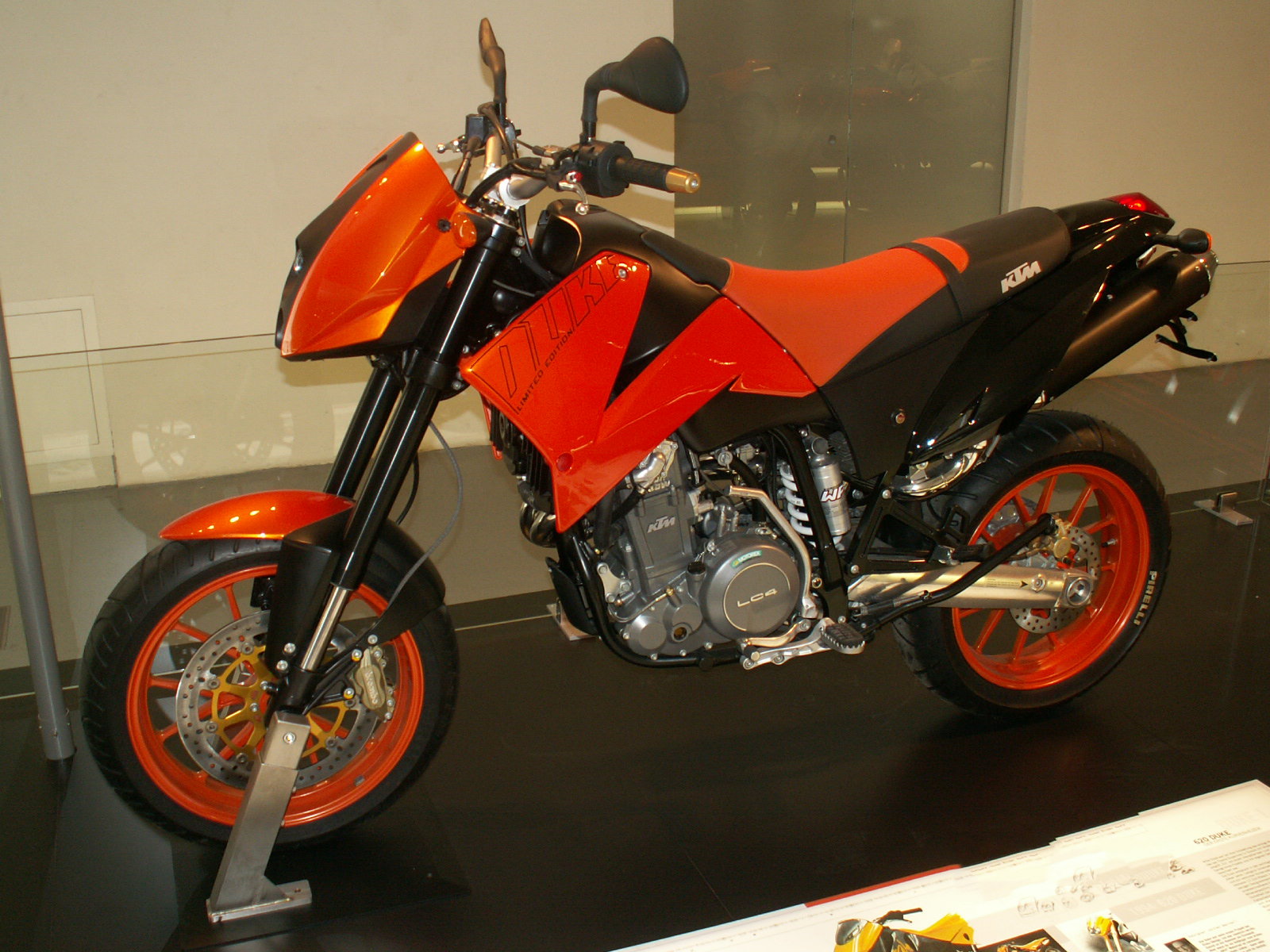
نسل دوم کی‌تی‌ام دوک ۶۴۰

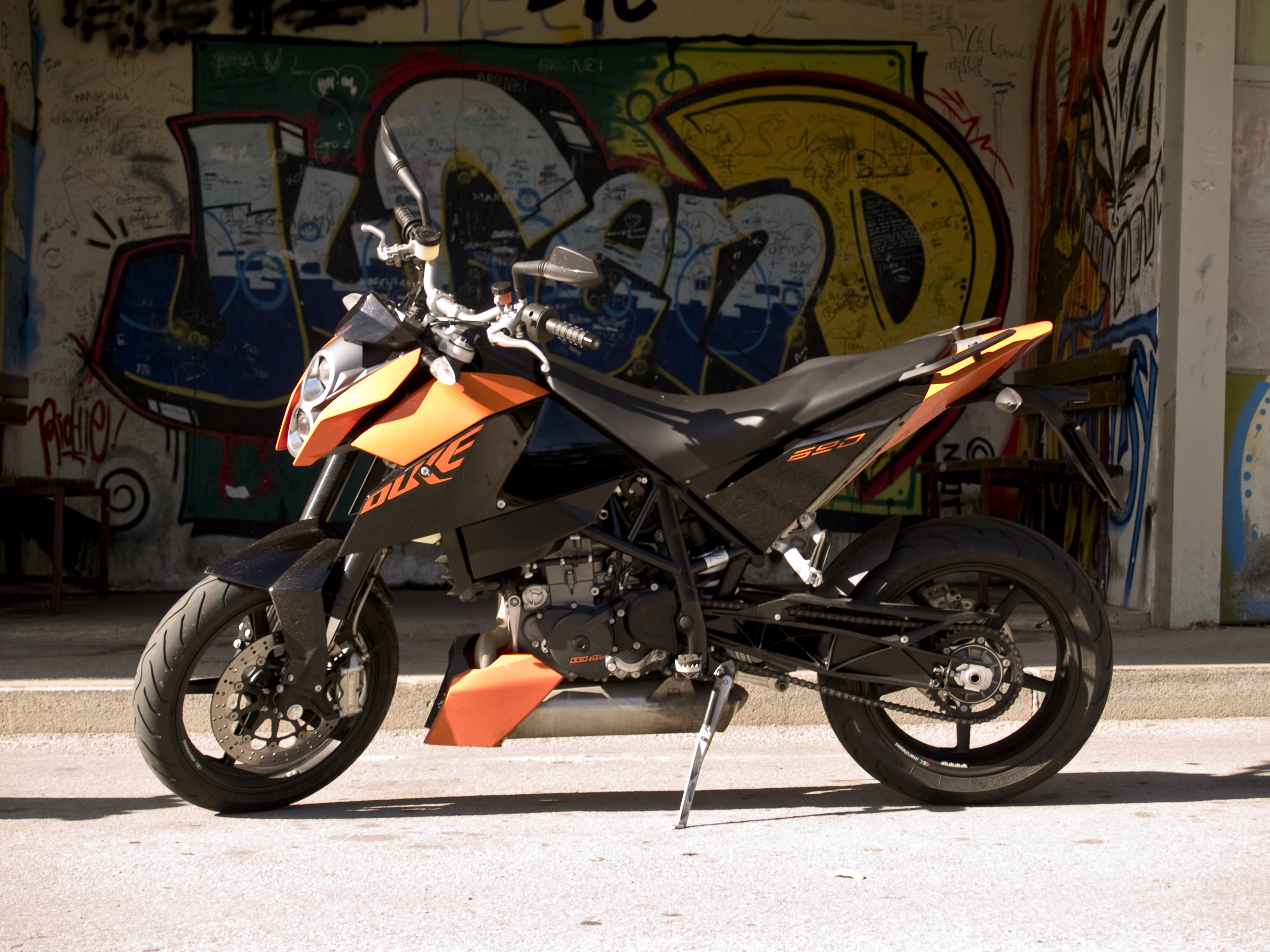
نسل سوم کی‌تی‌ام دوک ۶۹۰

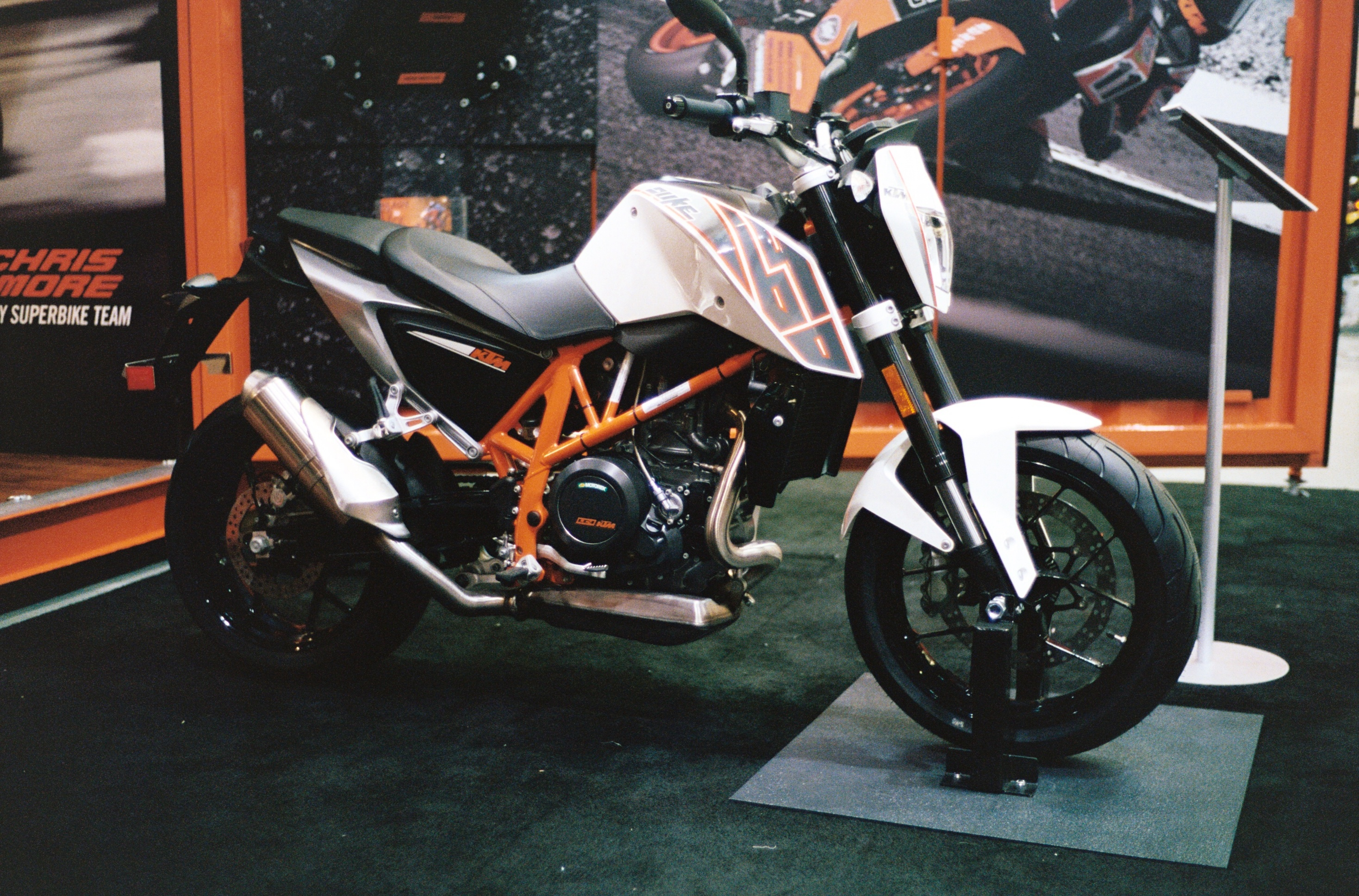
نسل چهارم کی‌تی‌ام دوک ۶۹۰

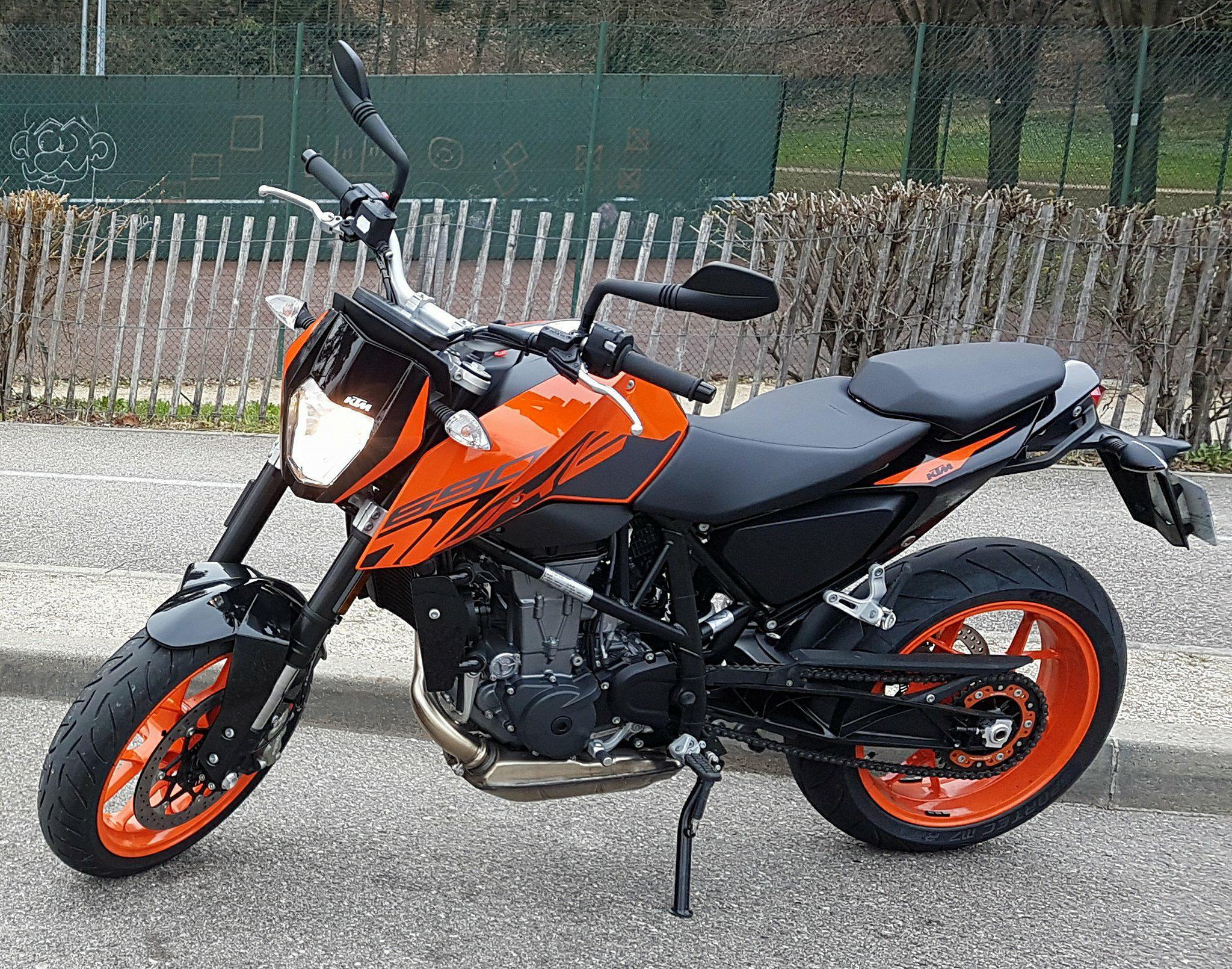
کی‌تی‌ام دوک ۶۹۰ مدل ۲۰۱۸